# Resovia (piłka nożna)

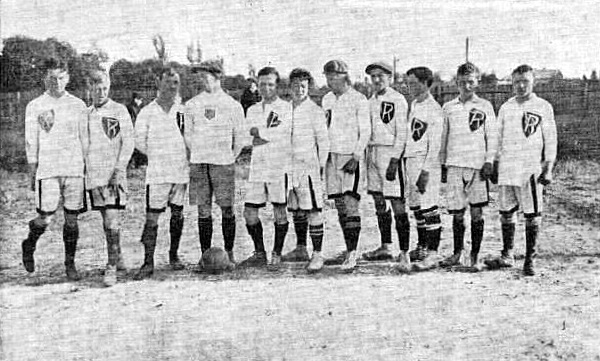
Drużyna Resovii w 1913 roku

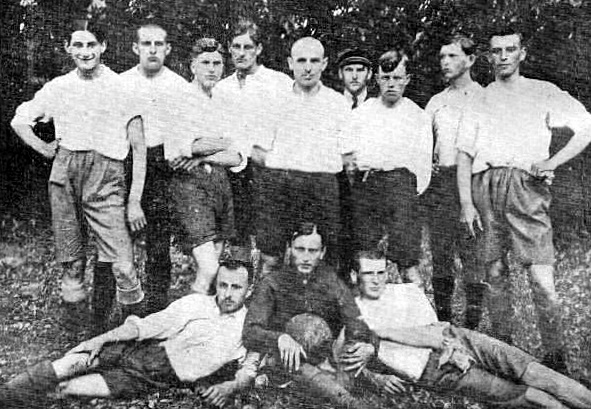
Piłkarze Resovii w 1920 roku

CWKS Resovia Rzeszów SA – polski klub piłkarski założony w 1910 roku, z siedzibą w Rzeszowie, w sezonie 2025/2026 występujący w Betclic II lidze.

## Informacje ogólne
- Prezes CWKS Resovia Rzeszów S.A.: Leszek Ochab
- Przewodniczący Rady Nadzorczej CWKS Resovia Rzeszów S.A.: Miłosz Kruczek
- Trener: Piotr Kołc
- Asystent trenera: Aleksander Adamus
- Trener bramkarzy: Łukasz Sapela
- Trener przygotowania fizycznego: Piotr Kotlarczyk
- Kierownik drużyny: Stanisław Mandela
- Rzecznik prasowy: Natalia Gil
- Manager ds organizacji i bezpieczeństwa Mateusz Ungeheuer
- Dyrektor sportowy SMS : Dariusz Jęczkowski
- Kapitał zakładowy : 6 000 000,00 zł
- Właściciele : udziałowiec prywatny (23,75%), APK Development Sp. z o.o. (23,75%), Proone Invest Sp. z o.o. (23,75%), CHDE Polska S.A. (23,75%), Stowarzyszenie CWKS RESOVIA (2,5%), Szkoła Mistrzostwa Sportowego RESOVIA Rzeszów (2,5%)

## Historia
Uznaje się, że Resovia jako klub sportowy została założona w 1910. Źródło wewnątrzklubowe przyjęło, że założenie Resovii miało miejsce w 1905, powołując się na niejednoznaczne przesłanki, w tym tworzenie uczniowskich drużyn piłkarskich około tego roku. Taka hipoteza została zanegowana przez związanego z Cracovią Artura Fortunę. Wydania tygodnika „Głos Rzeszowski” (dostępnego w formie zdigitalizowanej w Podkarpackiej Bibliotece Cyfrowej) z lat 1905-1909 nie wykazują doniesień o istnieniu Resovii. Z jednej strony potwierdzona jest informacja o specjalnie zorganizowanym, nienazwanym klubie footballowym wśród gimnazjalistów C. K. Gimnazjum w Rzeszowie, działającym w ogrodzie miejskim w roku szkolnym 1908/1909 (później określany jako oddział futbolistów). W „Głosie Rzeszowskim” donoszono o istnieniu innych drużyn w Rzeszowie w tym okresie: w 1908 anonsowano mecz w ogrodzie o mistrzostwo Rzeszowa Warszawianka – Czerwono-Czarni, w 1909 zapowiadano i relacjonowano mecz zespołu Czerwono-Czarni względnie Czarni Rzeszów, który 1 sierpnia 1909 w ogrodzie miejskim rozegrała spotkanie z Czarnymi I. Lwów (1:8). Informacja o meczu Resovii w ogrodzie miejskim pojawiała się w 1910. 2 października 1910 Resovia rozegrała mecz z Wisłoką Dębica. 4 czerwca 1912 odbyło się I Nadzwyczajne Walne zgromadzenie Koła sportowego w Rzeszowie.
Sekcja piłki nożnej istnieje od początku istnienia Resovii. Do lwowskiej Klasy A awansowała w 1929, w której grała aż do wybuchu II wojny światowej w 1939, jej mistrzostwo zdobyła w 1937 (niewykorzystana okazja awansu do ekstraklasy), a wicemistrzostwo w 1933, 1934. W latach 30. klub funkcjonował pod nazwą Wojskowo-Cywilne Towarzystwo Sportowe (WCTS) „Resovia”. 10 marca 1935 prezesem zarządu klubu został wybrany ppłk Stanisław Siuda.
Po wojnie i przyjętej w 1949 reorganizacji kultury fizycznej w wyniku uchwały Biura Politycznego KC PZPR z września 1949 Resovia była przemianowana na Ogniwo Rzeszów w związku z nomenklaturą pochodzącą od związków branżowych. W 1955 doszło do połączenia Ogniwa Rzeszów ze Spójnią Rzeszów, w wyniku czego powstało zrzeszenie sportowe Sparta Rzeszów. W 1955 wygrała rzeszowską A klasę i awansowała do II ligi. W latach 60. Resovia połączyła się z WKS Bieszczady Rzeszów, przejmując zawodników tego klubu. Rozegrała 17 sezonów w II lidze, jako CWKS Resovia Rzeszów. Historyczny awans do II ligi wywalczony został 26 czerwca 1977 roku w Krakowie, kiedy to Resovia zremisowała z Cracovią 0:0. 
W 1994 drużyna zdobyła w rozgrywkach II ligi gr. wschodniej 23 punkty (7 zw., 9 rem., 18 porażek), co wystarczyło do zajęcia zaledwie 17 (przedostatniego) miejsca w tabeli. Tym samym Resovia została zdegradowana po 17 latach do III ligi, w której występowała przez kolejne 3 sezony. W sezonie 94/95 zespół Resovii osiągnął 1/8 finału Pucharu Polski, ulegając na własnym stadionie pierwszoligowej wówczas Olimpii Poznań 0:3. Niezbyt udane występy w rundzie wiosennej sprawiły, że dopiero w ostatniej kolejce Resovia sprolongowała swój byt w III lidze, remisując u siebie z Garbarnią Kraków 0:0. W kolejnym sezonie (1995/96) Resovia plasuje się w tabeli z dorobkiem 36 punktów na 15 miejscu i tylko dzięki nieprzystąpieniu do rozgrywek przez Stal Mielec zachowuje miejsce w III lidze. W 1997 roku drużyna zgromadziła w rozgrywkach tylko 32 punkty i spadła do IV ligi podkarpackiej. W pożegnalnym meczu w III lidze (21 czerwca 1997) Resovia remisuje na własnym boisku w derbach Rzeszowa ze Stalą 1:1. Dwukrotnie (sezon 99/00 i 02/03) Resovia wygrywała rywalizację w IV lidze i awansowała do III ligi (grupa IV). W sezonie 2003/04 grając już w tej klasie rozgrywkowej, zespół uzyskał w 30 spotkaniach 27 punktów, strzelając rywalom 27 a tracąc 49 bramek. Ostatni mecz w III lidze Resovia rozegrała 12 czerwca 2004, kiedy to uległa na swoim boisku lokalnemu rywalowi – Stali – 0:1 i plasując się na 15 pozycji w tabeli została zdegradowana do IV ligi. Dnia 9 września 2006, po blisko dwuletniej przerwie spowodowanej remontem stadionu, Resovia wraca na własny stadion przy ul. Wyspiańskiego 22, pokonując w premierze zespół Crasnovii Krasne 4:1. W sezonie 06/07 jedenastka Resovii wygrywając rywalizację w IV lidze, zapewnia sobie powrót w szeregi trzecioligowców. Zespół w sezonie 2008/2009 wywalczył awans do piłkarskiej II ligi (szkoleniowcem był wówczas Tomasz Tułacz). W debiutanckim sezonie 2009/2010 II ligi Resovia zajęła 3. miejsce, tracąc jeden punkt do miejsca premiowanego awansem do I ligi. W kolejnym sezonie 2010/2011 drużyna uplasowała się na 10. pozycji, a w edycji 2011/2012 na 6. miejscu. Do czerwca 2012 trenerem drużyny był Marcin Jałocha. Od 26 czerwca 2012 do 1 kwietnia 2013 szkoleniowcem był ponownie Tomasz Tułacz.
Po sezonie 2012/2013 II ligi klub nie otrzymał licencji na występy w tej klasie rozgrywkowej w kolejnym sezonie, w związku z czym w sezonie 2013/2014 został przesunięty do III ligi grupy lubelsko-podkarpackiej. Do czerwca 2014 prezesem klubu był Aleksander Bentkowski, który po ustąpieniu otrzymał tytuł honorowego prezesa Resovii. Następnie prezesem został Przemysław Chmiel.
W sezonie 2019/2020 roku Resovia, po barażowych derbach ze Stalą Rzeszów, awansowała z 5. miejsca po 26 latach do I ligi.

## Sukcesy
- Mistrzostwo Okręgu Lwowskiego: 1937
- Wicemistrzostwo Okręgu Lwowskiego: 1933, 1934
- Wicemistrzostwo II ligi: 1983
- Półfinał Pucharu Polski: 1981
- Awans do I ligi/II ligi (drugi poziom rozgrywkowy): 1977, 2020
- 3. miejsce mistrzostw Polski juniorów: 1953

## Rozgrywki ligowe
| Sezon                          | Poziom rozgrywek | Rozgrywki ligowe                      | Rozgrywki ligowe | Puchar Polski (rozgrywki centralne) | Uwagi |
| ------------------------------ | ---------------- | ------------------------------------- | ---------------- | ----------------------------------- | --- |
| 1929                           |                  | Liga okręgowa (Lwowski OZPN – gr. I)  | 3/6              | Nie odbył się                       | |
| 1930                           |                  | Liga okręgowa (Lwowski OZPN)          | 6/11             | Nie odbył się                       | |
| 1931                           |                  | Liga okręgowa (Lwowski OZPN)          | 6/11             | Nie odbył się                       | |
| 1932                           |                  | Liga okręgowa (Lwowski OZPN – gr. I)  | 4/6              | Nie odbył się                       | |
| 1933                           |                  | Liga okręgowa (Lwowski OZPN – gr. I)  | 2/6              | Nie odbył się                       | |
| 1934                           |                  | Liga okręgowa (Lwowski OZPN)          | 2/10             | Nie odbył się                       | |
| 1935                           |                  | Liga okręgowa (Lwowski OZPN)          | 7/11             | Nie odbył się                       | |
| 1936                           |                  | Liga okręgowa (Lwowski OZPN – gr. I)  | 5/5              | Nie odbył się                       | |
| 1936/1937                      |                  | Liga okręgowa (Lwowski OZPN)          | 1/12             | Nie odbył się                       | Brak awansu po barażach. |
| 1937/1938                      |                  | Liga okręgowa (Lwowski OZPN)          | 10/14            | Nie odbył się                       | |
| 1938/1939                      |                  | Liga okręgowa (Lwowski OZPN)          | 8/13             | Nie odbył się                       | |
| 1939/1940                      |                  | Liga okręgowa (Lwowski OZPN)          | 4/11             | Nie odbył się                       | Rozgrywki niedokończone z powodu wybuchu II wojny światowej.                                                                                               |
| Brak danych w latach 1946–1952 |                  |                                       |                  |                                     | |
| 1953                           | 3                | III liga (gr. rzeszowska)             | 6/12             | –                                   | |
| 1954                           | 3                | III liga (gr. rzeszowsko-lubelska)    | 9/9              | –                                   | |
| 1955                           | 4                | Klasa A (gr. Rzeszów)                 | 1/18             | –                                   | |
| 1956                           | 3                | III liga (gr. rzeszowsko-lubelska)    | 2/12             | –                                   | |
| 1957                           | 3                | III liga (gr. rzeszowska)             | 3/12             | –                                   | |
| 1958                           | 3                | III liga (gr. rzeszowska)             | 5/12             | Nie odbył się                       | |
| 1959                           | 3                | III liga (gr. Rzeszów)                | 2/12             | Nie odbył się                       | |
| 1960                           | 3                | III liga (gr. Rzeszów)                | 1/12             | Nie odbył się                       | Brak awansu po barażach. |
| 1960/1961                      | 3                | III liga (gr. Rzeszów)                | 5/12             | Nie odbył się                       | |
| 1961/1962                      | 3                | III liga (gr. Rzeszów)                | 5/12             | –                                   | |
| 1962/1963                      | 3                | III liga (gr. Rzeszów)                | 3/12             | 1R                                  | |
| 1963/1964                      | 3                | III liga (gr. Rzeszów)                | 1/14             | –                                   | Brak awansu po barażach. |
| 1964/1965                      | 3                | III liga (gr. Rzeszów)                | 5/14             | 1/16                                | |
| 1965/1966                      | 3                | III liga (gr. Rzeszów)                | 4/14             | 2R                                  | |
| 1966/1967                      | 3                | III liga (gr. Kraków)                 | 7/16             | –                                   | |
| 1967/1968                      | 3                | III liga (gr. Kraków)                 | 9/16             | –                                   | |
| 1968/1969                      | 3                | III liga (gr. Kraków)                 | 10/16            | 1R                                  | |
| 1969/1970                      | 3                | III liga (gr. Kraków)                 | 7/16             | –                                   | |
| 1970/1971                      | 3                | III liga (gr. Kraków)                 | 11/16            | –                                   | |
| 1971/1972                      | 3                | III liga (gr. Kraków)                 | 7/16             | –                                   | |
| 1972/1973                      | 3                | III liga (gr. Kraków)                 | 7/16             | 1R                                  | |
| 1973/1974                      | 3                | III liga (gr. Rzeszów)                | 2/16             | –                                   | |
| 1974/1975                      | 3                | III liga (gr. Rzeszów)                | 1/16             | –                                   | Brak awansu po barażach. |
| 1975/1976                      | 3                | III liga (gr. Rzeszów)                | 1/16             | –                                   | Brak awansu po barażach. |
| 1976/1977                      | 3                | III liga (gr. IV)                     | 1/16             | –                                   | |
| 1977/1978                      | 2                | II liga (gr. południowa)              | 4/16             | –                                   | |
| 1978/1979                      | 2                | II liga (gr. wschodnia)               | 9/16             | 2R                                  | |
| 1979/1980                      | 2                | II liga (gr. wschodnia)               | 6/16             | 3R                                  | |
| 1980/1981                      | 2                | II liga (gr. wschodnia)               | 4/16             | 1/2                                 | |
| 1981/1982                      | 2                | II liga (gr. wschodnia)               | 10/16            | 3R                                  | |
| 1982/1983                      | 2                | II liga (gr. wschodnia)               | 2/16             | 2R                                  | |
| 1983/1984                      | 2                | II liga (gr. wschodnia)               | 6/16             | 4R                                  | |
| 1984/1985                      | 2                | II liga (gr. wschodnia)               | 11/16            | 2R                                  | |
| 1985/1986                      | 2                | II liga (gr. wschodnia)               | 6/16             | 2R                                  | |
| 1986/1987                      | 2                | II liga (gr. wschodnia)               | 10/16            | 3R                                  | |
| 1987/1988                      | 2                | II liga (gr. wschodnia)               | 8/16             | 1/16                                | |
| 1988/1989                      | 2                | II liga (gr. wschodnia)               | 7/16             | 3R                                  | Reorganizacja ligi, stworzenie centralnej 2. Ligi. Wygrana w brażach 4-2 (3-1; 1-0) z GKS Tychy                                                            |
| 1989/1990                      | 2                | II liga                               | 16/20            | 2R                                  | |
| 1990/1991                      | 2                | II liga                               | 13/20            | 1/16                                | |
| 1991/1992                      | 2                | II liga (gr. wschodnia)               | 11/18            | 4R                                  | Reorganizacja ligi, powrót do dwóch grup 2. ligi |
| 1992/1993                      | 2                | II liga (gr. wschodnia)               | 14/18            | 2R                                  | |
| 1993/1994                      | 2                | II liga (gr. wschodnia)               | 17/18            | 2R                                  | |
| 1994/1995                      | 3                | III liga (gr. Kraków)                 | 13/16            | 1/8                                 | |
| 1995/1996                      | 3                | III liga (gr. Kraków)                 | 15/18            | –                                   | |
| 1996/1997                      | 3                | III liga (gr. Kraków)                 | 16/18            | –                                   | |
| 1997/1998                      | 4                | IV liga (gr. Rzeszów-Krosno-Przemyśl) | 3/16             | –                                   | |
| 1998/1999                      | 4                | IV liga (gr. Rzeszów-Krosno-Przemyśl) | 5/18             | –                                   | |
| 1999/2000                      | 4                | IV liga (gr. Rzeszów-Krosno-Przemyśl) | 1/19             | –                                   | |
| 2000/2001                      | 3                | III liga (gr. III)                    | 15/19            | –                                   | |
| 2001/2002                      | 4                | IV liga (gr. podkarpacka)             | 3/18             | P1/2 (PodZPN)                       | |
| 2002/2003                      | 4                | IV liga (gr. podkarpacka)             | 1/18             | PFin (PodZPN)                       | |
| 2003/2004                      | 3                | III liga (gr. IV)                     | 15/16            | P1/2 (PodZPN)                       | |
| 2004/2005                      | 4                | IV liga (gr. podkarpacka)             | 9/18             | P1/8 (PodZPN)                       | |
| 2005/2006                      | 4                | IV liga (gr. podkarpacka)             | 11/18            | PFin (PodZPN)                       | |
| 2006/2007                      | 4                | IV liga (gr. podkarpacka)             | 1/18             | V. R (PodZPN)                       | |
| 2007/2008                      | 3                | III liga (gr. IV)                     | 9/17             | PFin. (PodZPN)                      | Reorganizacja systemu ligowego z 2008 roku. |
| 2008/2009                      | 4                | III liga (gr. lubelsko-podkarpacka)   | 1/16             | RW (PZPN)                           | |
| 2009/2010                      | 3                | II liga (gr. wschodnia)               | 3/18             | RW (PZPN)                           | |
| 2010/2011                      | 3                | II liga (gr. wschodnia)               | 10/18            | RW (PZPN)                           | |
| 2011/2012                      | 3                | II liga (gr. wschodnia)               | 6/17             | 1R (PZPN)                           | |
| 2012/2013                      | 3                | II liga (gr. wschodnia)               | 4/18             | RPW (PZPN)                          | Degradacja ze względu na nieotrzymanie licencji od PZPN |
| 2013/2014                      | 4                | III liga (gr. lubelsko-podkarpacka)   | 1/17             | RPW(PZPN) PFin (PodZPN)             | Brak awansu z przyczyn formalnych. |
| 2014/2015                      | 4                | III liga (gr. lubelsko-podkarpacka)   | 3/18             | WFin (PodZPN)                       | |
| 2015/2016                      | 4                | III liga (gr. lubelsko-podkarpacka)   | 3/18             | RW (PZPN)                           | Reorganizacja ligi, zmniejszenie grup III ligi z 8 do 4 |
| 2016/2017                      | 4                | III liga (gr. IV)                     | 5/18             | P1/4 (PodZPN)                       | |
| 2017/2018                      | 4                | III liga (gr. IV)                     | 1/18             | WFin (PodZPN)                       | |
| 2018/2019                      | 3                | II liga                               | 10/18            | 1/16 (PZPN)                         | W 1/16 PP przegrana 3-1 z Lechią Gdańsk (ESA) |
| 2019/2020                      | 3                | II liga                               | 5/18             | 1/16 (PZPN)                         | Awans po barażach. Bytovia-RESOVIA 1-1, pd.k.6-7; RESOVIA-Stal Rzeszów 0-0, pd.k.7-6 W 1/16 PP przegrana 4-0 z Lechem Poznań (ESA)                         |
| 2020/2021                      | 2                | I liga                                | 16/18            | 1/32 (PZPN)                         | Reorganizacja Ekstraklasy, zwiększenie liczby drużyn z 16 do 18 (tylko 1 drużyna spadła z 1. Ligi) W Pucharze Polski przegrana 4-0 z Piastem Gliwice (ESA) |
| 2021/2022                      | 2                | I liga                                | 11/18            | 1/32 (PZPN)                         | W Pucharze Polski przegrana 1-2 z Widzewem Łódź (1. Liga)                                                                                                  |
| 2022/2023                      | 2                | I liga                                | 14/18            | 1/8 (PZPN)                          | W Pucharze Polski przegrana 1-0 z Pogonią Siedlce (2. Liga)                                                                                                |
| 2023/2024                      | 2                | I liga                                | 16/18            | 1/16 (PZPN)                         | W Pucharze Polski przegrana 1-3 z Jagiellonią Białystok (ESA)                                                                                              |
| 2024/2025                      | 3                | II liga                               | 10/18            | 1/16 (PZPN)                         | |
| 2025/2026                      | 3                | II liga                               | /18              | RW (PZPN)                           | |

| Zbiorcze zestawienie liczby sezonów |    |
| 2. poziom rozgrywkowy               | 21 |
| 3. poziom rozgrywkowy               | 36 |
| 4. poziom rozgrywkowy               | 15 |

## Szkoleniowcy
| Od         | Do         | Imię i nazwisko      | Z | R | P  | +  | -  | +/- |
| ---------- | ---------- | -------------------- | - | - | -- | -- | -- | --- |
| 20.06.2019 | 25.10.2020 | Szymon Grabowski     |   |   |    |    |    |     |
| 25.10.2020 | 28.09.2021 | Radosław Mroczkowski |   |   |    |    |    |     |
| 29.09.2021 | 31.05.2022 | Dawid Kroczek        |   |   |    |    |    |     |
| 03.06.2022 | 06.09.2022 | Tomasz Grzegorczyk   |   |   |    |    |    |     |
| 06.09.2022 | 16.11.2023 | Mirosław Hajdo       |   |   |    |    |    |     |
| 16.11.2023 | 04.12.2023 | Jakub Żukowski       |   |   |    |    |    |     |
| 04.12.2023 | 19.06.2024 | Rafał Ulatowski      | 5 | 4 | 8  | 22 | 26 | -4  |
| 19.06.2024 | 27.11.2024 | Jakub Żukowski       | 8 | 3 | 10 | 30 | 35 | -5  |
| 18.12.2024 | aktualnie  | Piotr Kołc           |   |   |    |    |    |     |